# Etidronsäure
Etidronsäure oder Etidronat ist eine chemische Verbindung aus der Gruppe der Bisphosphonate. Etidronsäure wurde 1968 von Procter & Gamble patentiert. Sie wurde als Arzneistoff gegen Knochenschwund verwendet. In Medikamenten wird das Dinatriumsalz eingesetzt.

## Darstellung
Etidronsäure kann durch Umsetzung von Phosphortrichlorid mit Essigsäure in Gegenwart eines tertiären Amins dargestellt werden.
Möglich ist auch die Reaktion einer Mischung aus Essigsäure/Essigsäureanhydrid und Phosphonsäure.

## Eigenschaften
Etidronsäure ist eine vierbasige Säure mit den pKs-Werten 1,35 ± 0,08; 2,87; 7,03 ± 0,01; 11,3. Ihr Brechungsindex beträgt 1,44–1,46.

## Verwendung
Etidronsäure wurde in Deutschland bis August 2008 unter dem Namen Didronel als Medikament gegen Knochenschwund bei Morbus Paget vertrieben.
Etidronat kommt auch in Waschmitteln zur Wasserenthärtung zum Einsatz.

## Sicherheitshinweise
Die Verbindung ist brennbar und wassergefährdend. Wie bei allen Bisphosphonaten können Nebenwirkungen auftreten.